# Vladimir Varankin
Vladimir Valentinovič Varankin (12. listopadu 1902 Nižnij Novgorod – 3. října 1938) byl ruský historik a esperantista. Je autorem filologického díla Teorio de esperanto; významný je jeho velký původní román Metropoliteno.

## Život a esperantská činnost
Narodil se v roce 1902 v Nižním Novgorodu. Esperanto začal studovat s několika přáteli v posledním ročníku střední školy v roce 1919. Společně založili malý místní kroužek mladých esperantistů, jenž velmi rychle významně rozšířil svou činnost i územní působnost – během dvou let spolek působil v celé gubernii a jeho členové pořádali vlastní kurzy esperanta, vydávali list Ruĝa Esperantisto, organizovali činnost ruské esperantské komunity a dokonce se pokusili založit velkou esperantskou organizaci.
Sám Varankin se brzy stal významným představitelem místní esperantské komunity. V roce 1927 přesídlil do Moskvy, zastával vysoké funkce v esperantských organizacích a postupně napsal učebnice Teorio de Esperanto (1929) a Esperanto por laboristoj.
V noci z 7. na 8. února 1938 byl Varankin zatčen a posléze obviněn z protisovětské propagandy, špionážní a sabotážní činnosti v rámci smyšlené organizace, z přípravy Stalinovy vraždy a dalších trestných činů. Byl mu zabaven a zničen majetek a v říjnu 1938 byl odsouzen a bez možnosti odvolání nebo amnestie v Moskvě popraven. Stal se tak jednou z obětí stalinského Velkého teroru.
Po přezkumu případu Nejvyšším soudem SSSR v roce 1957 byl odsuzující rozsudek zrušen a Varankin byl zcela rehabilitován.